# ГЕС Пеньїтас
ГЕС Peñitas (Ángel Albino Corzo) — гідроелектростанція у мексиканському штаті Чіапас. Розташована після ГЕС Мальпасо і становить нижній ступінь каскаду на річці Гріхальва, яка впадає до південної частини Мексиканської затоки.
У межах проекту річку перекрили кам'яно-накидною греблею із глиняним ядром висотою 53 метри, довжиною 560 метрів та шириною по гребеню 8 метрів, яка потребувала 3,2 млн м3 матеріалу. Вона утримує водосховище з об'ємом 130 млн м3 (під час повені до 524 млн м3), в якому припустиме коливання рівня поверхні у операційному режимі між позначками 85 та 87,4 метра НРМ (під час повені до 93,5 метра НРМ).
Пригреблевий машинний зал обладнаний чотирма турбінами типу Каплан потужністю по 105 МВт, які забезпечують виробництво 2137 млн кВт-год електроенергії на рік. При цьому вони використовують різницю висот із нижнім б'єфом, рівень поверхні в якому становить 54 метри НРМ.